# Katja Salskov-Iversen
Katja Steen Salskov-Iversen (ur. 19 sierpnia 1994) – duńska żeglarka sportowa, brązowa medalistka olimpijska z Rio de Janeiro.
Zawody w 2016 były jej pierwszymi igrzyskami olimpijskimi. W Brazylii zajęła trzecie miejsce w klasie 49erFX, załogę jachtu tworzyła również Jena Mai Hansen.